# Жакареи
Жакареи (порт. Jacareí) град је у Бразилу у савезној држави Сао Пауло. Према процени из 2007. у граду је живело 207.028 становника.

## Становништво
Према процени из 2007. у граду је живело 207.028 становника.
| 1991.   | 2000.   |
| ------- | ------- |
| 163,869 | 191,291 |